# Opheliac
Opheliac är det tredje studioalbumet av den amerikanska artisten Emilie Autumn, utgivet i september 2006. I samband med Autumns ankomst hos det tyska skivbolaget Trisol Music Group blev Opheliac hennes första album att uppnå internationell lansering och är, trots kommersiella begränsningar, hennes kanske mest uppmärksammade. Albumets tyngre och mörkare stil är till stor del ett resultat av Autumns tid på mentalsjukhuset i Los Angeles där hon blev inlagd på grund av självmordsförsök efter en abort. Autumn har beskrivit albumet som "dokumentationen av en helt livsförändrande och livsavslutande upplevelse".
Opheliac spelades in vid Mad Villain Studios i Chicago, USA. Likt föregående album ansvarade Autumn själv för produktionen; inspelningen och mixningen sköttes dock av Inkydust. Inspelningen påbörjades redan 2004 men fick dröja eftersom Autumn var på mentalsjukhuset.

## Musik och texter

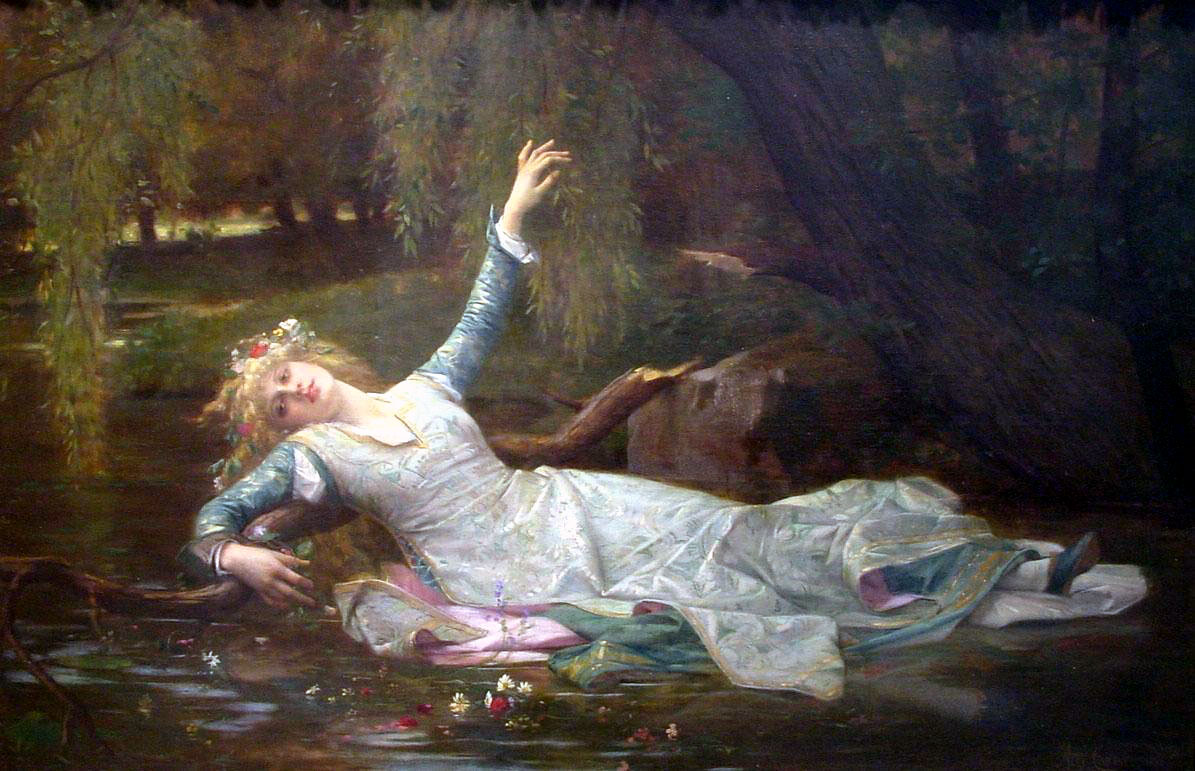
Titeln Opheliac är en referens till Shakespeares karaktär Ophelia (se bild) från pjäsen Hamlet, som Autumn kände ett samband till samt urtypen av en "självdestruktiv" kvinna.

Albumet Opheliac avviker betydligt i produktion från 2003 års Enchant; det visar upp en mörkare och råare elektronisk stil med hårda industrialtrummor. Likaså är Autumns sångröst mer högljudd och nuddar bitvis vid skrikig growl. Förutom hennes tid på mentalsjukhuset var William Shakespeare en viktig inspirationskälla; titeln "Opheliac" kommer från rollfiguren Ofelia i Shakespeares pjäs Hamlet.
I tidskriften TWF Magazine förklarade hon ordet "Opheliac" följande:
| ” | 'Opheliac' är ett ord jag barnsligt hittade på för att förklara tillståndet hos en person [som] har Ofelias egenskaper och är urtypen för Ofelia. Även om den riktiga Ofelia faktiskt blev 'galen' var inte huvudorsaken att hennes pojkvän dödade hennes far, utan snarare genom att inte bara Hamlet utan också alla män i hennes liv manipulerar och driver henne till den grad det inte finns några alternativ. | „ |

Låten "Shalott" är baserad på dikten "The Lady of Shalott" av Alfred Tennyson. Autumn tar även upp sin bipolära sjukdom i låtar som "God Help Me", "Swallow" och "Misery Loves Company".

## Mottagande
Greg Prato på webbplatsen Allmusic har kallat albumet "ett sant artistiskt utstrålande" och gav det betyget 3.5 av 5. I sin recension påpekade Prato även likheten mellan Emilie Autumn och artister såsom Kate Bush och Tori Amos i några av låtarna medan andra hade mer originella drag. I en användarskriven recension på Sputnikmusic kallade man skivan "en av de bästa gothic-albumen".

## Låtlista
Alla låtar är skrivna och komponerade av Emilie Autumn där inget annat anges. 
| Nr  | Titel                    | Längd |
| --- | ------------------------ | ----- |
| 1.  | Opheliac                 | 5:33  |
| 2.  | Swallow                  | 6:15  |
| 3.  | Liar                     | 6:01  |
| 4.  | The Art of Suicide       | 5:32  |
| 5.  | I Want My Innocence Back | 3:48  |
| 6.  | Misery Loves Company     | 4:28  |
| 7.  | God Help Me              | 5:58  |
| 8.  | Shalott                  | 4:04  |
| 9.  | Gothic Lolita            | 6:03  |
| 10. | Dead is the New Alive    | 5:04  |
| 11. | I Know Where You Sleep   | 3:15  |
| 12. | Let the Record Show      | 3:54  |

| 1. | Dominant                                    | 3:47 |
| 2. | 306                                         | 5:36 |
| 3. | Thank God I'm Pretty                        | 4:01 |
| 4. | Marry Me                                    | 4:50 |
| 5. | Largo for Violin (Johann Sebastian Bach)    | 4:06 |
| 6. | Poem: How to Break a Heart                  | 1:01 |
| 7. | Poem: Ghost                                 | 2:38 |
| 8. | Poem: At What Point Does a Shakespeare Say? | 0:36 |

| 1.  | Opheliac                       | 5:33 |
| 2.  | Swallow                        | 6:15 |
| 3.  | Liar                           | 6:01 |
| 4.  | The Art of Suicide             | 5:32 |
| 5.  | I Want My Innocence Back       | 3:48 |
| 6.  | Misery Loves Company           | 4:28 |
| 7.  | God Help Me                    | 5:58 |
| 8.  | Shalott                        | 4:04 |
| 9.  | Gothic Lolita                  | 6:03 |
| 10. | Dead is the New Alive          | 5:04 |
| 11. | I Know Where You Sleep         | 3:15 |
| 12. | Let the Record Show            | 3:54 |
| 13. | "Opheliac" Recording Out-Takes | 4:11 |

| 1.  | Thank God I'm Pretty                                  | 4:01 |
| 2.  | Dominant                                              | 3:47 |
| 3.  | 306                                                   | 5:36 |
| 4.  | Gloomy Sunday (Rezső Seress)                          | 3:22 |
| 5.  | Asleep (The Smiths)                                   | 2:26 |
| 6.  | Mad Girl (Acoustic Version)                           | 3:50 |
| 7.  | The Art of Suicide (Acoustic Version)                 | 5:45 |
| 8.  | Thank God I'm Pretty (Shoegaze Version)               | 4:29 |
| 9.  | Largo for Violin (Johann Sebastian Bach)              | 4:06 |
| 10. | Marry Me                                              | 4:50 |
| 11. | Excerpt from "The Asylum for Wayward Victorian Girls" | 1:40 |
| 12. | Interview with EA                                     | 4:46 |
| 13. | Poem: How to Break a Heart                            | 1:01 |
| 14. | Miss Lucy Had Some Leeches                            | 2:20 |

| 1. | Opheliac                        | 5:33 |
| 2. | Swallow                         | 6:15 |
| 3. | Liar                            | 6:01 |
| 4. | The Art of Suicide              | 5:32 |
| 5. | I Want My Innocence Back        | 3:48 |
| 6. | Misery Loves Company            | 4:28 |
| 7. | Marry Me                        | 4:50 |
| 8. | Thank God I'm Pretty (gömd låt) | 4:01 |

## The Opheliac Companion
The Opheliac Companion är en sammanhörande ljuddokumentär till Opheliac som gavs ut ditigalt den 17 augusti 2009. The Opheliac Companion innehåller bland annat kommentarer av såväl Autumn själv som övrig studiopersonal, intervjuer, fotografier och videor under inspelningen av Opheliac. Dokumentären går igenom produktionen av Opheliac på en mycket detaljerad nivå och har en speltid på drygt åtta timmar.

### Låtlista
1. "Introduction" 	– 4:49
2. "Opheliac" – 1:06:05
3. "Swallow" – 	34:11
4. "Liar" – 47:04
5. "The Art of Suicide" – 46:04
6. "I Want My Innocence Back" – 	29:53
7. "Interlude" –	16:34
8. "Misery Loves Company" – 14:09
9. "God Help Me" – 17:07
10. "Shalott" –	16:32
11. "Gothic Lolita" –	1:36:05
12. "Dead Is the New Alive" – 20:59
13. "I Know Where You Sleep" – 	14:22
14. "Let The Record Show" – 	27:13
15. "Conclusion" (även under namnet "Ending" på vissa utgåvor) – 2:20

- Bonusmaterial: Lord Percy the Plague Rat framför "Thank God I'm Pretty" (video)

## Medverkande
Produktion
- Emilie Autumn – artist, producent, illustrationer
- Inkydust – inspelning, ljudmix

Fotografer
- Casey Mitchell (original- och deluxe-utgåvan)
- Paul Natkin (originalutgåvan)
- Don Scott (deluxe-utgåvan)

Information från Discogs.

### Engelska originalcitat
1. ↑  "the documentation of a completely life-changing and life-ending experience"
2. ↑  "'Opheliac' is a word I childishly made up to explain the condition of a person have the characteristics of 'Ophelia' and the 'Ophelia' archetype. While the original Ophelia did indeed go 'mad,' it was not primarily caused by her boyfriend knocking off her dad, but rather by not only Hamlet, but also all the men in her life manipulating and pushing her to the point of no alternative."